# Rother Valley (circonscription britannique)

circonscription de Rother Valley

La circonscription de Rother Valley  est une circonscription situé dans le South Yorkshire et représenté à la Chambre des communes du Parlement britannique.